# 桜庭一樹
桜庭 一樹（さくらば かずき、1971年7月26日 -）は、日本の小説家。
島根県生まれ、鳥取県米子市出身。
別名義に山田 桜丸（やまだ さくらまる）があり、ゲームシナリオやノベライズなどを手掛けた。1999年、「夜空に、満点の星」で第1回ファミ通エンタテインメント大賞小説部門佳作を受賞し現在の名義でデビュー。
2008年に『私の男』で直木賞を受賞した。他の作品に『GOSICK -ゴシック-』『砂糖菓子の弾丸は撃ちぬけない』『赤朽葉家の伝説』などがある。

## 経歴

### 出生から学生時代まで
鳥取県米子市出身（島根県生まれ）。
小説を書き始めたのは小学校4、5年生のときで、図書室でよく会う女の子がいて、仲良くなり、その子が小説みたいなものを書いていたので、「自分もやってみようかな」と小説の真似みたいなのをノートに書き出したのが最初である。
中高生時代は授業をさぼったり、塾をさぼったりして本を読んでいた。悩みは勉強ができなかったのと、勉強が嫌いだったことだった。鳥取県立米子東高等学校卒業。大学進学で東京にでる。大学時代、書いてはみるが、やはり書けないみたいなことを繰り返した。また、本を読んだりバイトをしたりした。
大学卒業後バブル崩壊の余波を受け就職しなかった。バイトをしながら書く仕事を始めた。

### 作家として
1993年にDENiMライター新人賞受賞。
1999年、「夜空に、満天の星」（のち『ロンリネス・ガーティアン AD2015 隔離都市』と改題）でファミ通エンタテインメント大賞小説部門佳作。中村うさぎが選考委員にいて、推してくれてギリギリ入選して、デビューできた。デビューした後もあまり仕事がなかったし、出した本も売れないという迷走期間があった。
2003年ライトノベル『GOSICK -ゴシック-』シリーズで注目を集める。さらに2004年に発表した『推定少女』『砂糖菓子の弾丸は撃ちぬけない』が高く評価される。2005年に刊行した『少女には向かない職業』は、初の一般向け作品として注目を集めた。
2006年刊行の『赤朽葉家の伝説』（東京創元社）で、2007年、第60回日本推理作家協会賞（長編及び連作短編部門）受賞。同作で第28回吉川英治文学新人賞候補。第137回直木三十五賞候補になる。2008年、『私の男』で第138回直木賞を受賞した。

## 人物
- 桜庭は一人っ子で、母親が真面目な人だったため禁止するものが多かった[12]。テレビではドラマ『毎度おさわがせします』やバラエティ番組を見てはダメだった[12]。
- 地元鳥取について、桜庭によれば「鳥取の好きなところは、人柄が穏やかで、地に足が着いている（いまだにバブルっぽい、ギラギラしたこわい人とかいない）ところ[5]。嫌いなところは、昔はやはり閉鎖的に感じて「こんなところ出ていったる！」と思っていました[5]。作家になりたいと言って、先生に「なれない」と断言されて、呪いました[5]。」という。
- 「桜庭一樹」という名前の由来について桜庭は「なんとなくつけて新人賞に応募したので、あまりよく憶えてないのです……。応募原稿の主人公が「一樹」だったので、つい自分にもつけちゃったような気がします。」と述べている[5]。
- 作家になるために必要なこと、続けるために必要なことについて桜庭は「たくさん書くこと。たくさん読むこと。群れないこと。」と述べている[5]。
- インタビューに来る人に対して桜庭は『桜庭一樹オフィシャルサイト』に「wikipediaは不正確ですので、できれば参考にせずきていただけると助かります。」と書いている[3]。
- 2009年にお笑い芸人・放送作家の友野英俊と結婚したが、2011年末に離婚したことが2014年7月に報道された[13]。
- 29歳ごろから空手を始め、4年ほど続けていた。極真空手初段。試合にも何度か出ており、関東大会で準決勝に進出したことがある[14]。

## 作品一覧

### 小説

#### シリーズ
- B-EDGE AGE
  - 獅子たちはアリスの庭で（2002年7月 富士見ミステリー文庫）
  - 獅子たちはノアの方舟で（2002年11月 富士見ミステリー文庫）
- GOSICK -ゴシック-（2003年12月 - 2007年4月 富士見ミステリー文庫 / 2009年9月 - 2011年7月 角川文庫 / 2011年4月 - 2011年11月 角川ビーンズ文庫）
  - 新大陸編（2013年12月 - KADOKAWA / 2016年9月 角川文庫）
- 荒野の恋（2006年1月 - 2006年2月 ファミ通文庫）
  - 【改題】荒野（2008年5月 文藝春秋 / 2011年1月 - 3月 文春文庫 / 2017年5月 文春文庫【合本】）

#### ノンシリーズ
- ロンリネス・ガーディアン AD2015 隔離都市 （1999年12月 ファミ通文庫）
- ルナティック・ドリーマー（2001年12月 EXノベルズ）
- Girls's guard 君の歌は僕の歌（2002年1月 ファミ通文庫）
- 竹田くんの恋人 〜ワールズエンド・フェアリーテイル〜（2002年8月 角川スニーカー文庫）
- 赤×ピンク（2003年1月 ファミ通文庫 / 2008年2月 角川文庫）
- 推定少女（2004年9月 ファミ通文庫 / 2008年10月 角川文庫） - 角川文庫版にてエンディングを2パターン追加収録
- 砂糖菓子の弾丸は撃ちぬけない A Lollypop or a bullet（2004年11月 富士見ミステリー文庫 / 2007年2月 富士見書房 / 2009年2月 角川文庫）
- 少女には向かない職業（2005年9月 ミステリ・フロンティア / 2007年12月 創元推理文庫）
- ブルースカイ（2005年10月 ハヤカワ文庫JA / 2011年4月 ハヤカワ文庫JA / 2012年5月 文春文庫）
- 少女七竃と七人の可愛そうな大人（2006年6月 角川書店 / 2009年3月 角川文庫）
- 赤朽葉家の伝説（2006年12月 東京創元社 / 2010年9月 創元推理文庫）
- 青年のための読書クラブ（2007年6月 新潮社 / 2011年7月 新潮文庫 / 2017年5月 新潮文庫nex）
- 私の男（2007年10月 文藝春秋 / 2010年4月 文春文庫）
- ファミリーポートレイト（2008年11月 講談社 / 2011年11月 講談社文庫 / 2020年1月 集英社文庫）
- 製鉄天使（2009年10月 東京創元社 / 2012年11月 創元推理文庫）
- 道徳という名の少年（2010年5月 角川書店 / 2013年3月 角川文庫）
- 伏 贋作・里見八犬伝（2010年11月 文藝春秋 / 2012年9月 文春文庫）
- ばらばら死体の夜（2011年5月 集英社 / 2014年3月 集英社文庫）
- 傷痕（2012年1月 講談社 / 2019年2月 文春文庫）
- 無花果とムーン（2012年10月 角川書店 / 2016年1月 角川文庫）
- ほんとうの花を見せにきた（2014年9月 文藝春秋 / 2017年11月 文春文庫）
- 紅だ！（2022年7月 文藝春秋）
- 彼女が言わなかったすべてのこと（2023年5月 河出書房新社）
- 名探偵の有害性（2024年8月 東京創元社）

#### 短編集
- 桜庭一樹短編集（2013年6月 文藝春秋）
  - 【改題】このたびはとんだことで 桜庭一樹奇譚集（2016年3月 文春文庫）
    - 収録作品：モコ&猫 / このたびはとんだことで / 青年のための推理クラブ / 冬の牡丹 / 五月雨 / 赤い犬花
- じごくゆきっ（2017年6月 集英社 / 2020年6月 集英社文庫）
  - 収録作品：暴君 / ビザール / A / ロボトミー /じごくゆきっ / ゴッドレス / 脂肪遊戯
- 少女を埋める（2022年1月 文藝春秋）
  - 収録作品：少女を埋める / キメラ / 夏の終わり

#### ノベライズ

##### EVEシリーズ
- イヴ・ザ・ロストワン（1998年4月 扶桑社）- 山田桜丸名義
- イヴゼロ The beginning Eve（2000年5月 ファミ通文庫）- 山田桜丸名義
- EVE TFA 亡き王女のための殺人遊戯（2001年9月 ファミ通文庫）
- EVE burst error plus サヨナラキョウコ、サヨナラセカイ（2003年8月 ファミ通文庫）

##### その他
- アークザラッド（1996年12月 スーパーファンタジー文庫）- 山田桜丸名義
- 学園都市 ヴァラノワール 未来は薔薇の色（2002年11月 ファミ通文庫）
- ジェネレーションオブカオス3 〜時の封印〜（2003年5月 ファミ通文庫）
- 555（2003年8月 角川書店） - 原作：石ノ森章太郎、原案：井上敏樹
- 小説 火の鳥 大地編（2021年3月 朝日新聞出版【上・下】） - 原案：手塚治虫、協力：手塚プロダクション

#### アンソロジー編纂
- 謎 スペシャル・ブレンド・ミステリー 007（2012年10月 講談社文庫）
- 江戸川乱歩傑作選 獣（2016年2月 文春文庫）
- ポケットマスターピース09 E・A・ポー（2016年6月 集英社文庫ヘリテージシリーズ）- 共編：鴻巣友季子
- ブロンテ姉妹（2016年11月 集英社文庫ヘリテージシリーズ）
- 掌の読書会 桜庭一樹と読む 倉橋由美子（2023年12月 中公文庫）

#### アンソロジー収録
「」内が桜庭一樹の作品
- 異形コレクション オバケヤシキ（2005年8月 光文社文庫）「暴君」
- Sweet Blue Age（2006年2月 角川書店）「辻斬りのように」
- 異形コレクション 闇電話（2006年5月 光文社文庫）「脂肪遊戯」
- 密室と奇蹟 J・D・カー生誕百周年記念アンソロジー（2006年11月 東京創元社 / 2020年8月 創元推理文庫）「少年バンコラン！夜歩く犬」
- 午前零時（2007年6月 新潮社）「1、2、3、悠久！ 」
  - 【改題】午前零時 P.S.昨日の私へ （2009年12月 新潮文庫）
- ザ・ベストミステリーズ2007 推理小説年鑑（2007年7月 講談社）「脂肪遊戯」
  - 【分冊】MARVELOUS MYSTERY 至高のミステリー、ここにあり ミステリー傑作選（2010年11月）
- 不思議の足跡 最新ベスト･ミステリー（2007年10月 カッパ・ノベルス）「暴君」
- 金原瑞人YAセレクション みじかい眠りにつく前に III 明け方に読みたい10の話（2009年7月 ピュアフル文庫）「A」
- 短編工場（2012年10月 集英社文庫）「じごくゆきっ」
- 宮内悠介リクエスト！博奕のアンソロジー（2019年1月 光文社 / 2020年2月 光文社文庫）「人生ってガチャみたいっすね」
- キミの知らない 恋の物語 トキメク〜はじめての恋（2023年12月 汐文社）「モコ&猫」
- いつか、アジアの街角で（2024年5月 文春文庫）「月下老人」
- トウキョウ下町SFアンソロジー：この中に僕たちは生きている（2024年9月 Kaguya Books）「お父さんが再起動する」

#### 単行本未収録・未刊行作品
- 釦と鈎の話 - 『小説現代』2008年7月号掲載
- 解剖台の上のミシンと蝙蝠傘の話 - 『オール讀物』2008年12月号掲載
- 人生ってガチャみたいっすね - 『小説宝石』2018年4月号掲載
- コーリング - 『小説宝石』2018年7月号掲載
- 波間のふたり - 『文藝』2022年春季号掲載
- 月下老人 - 『オール讀物』2022年5月号掲載
- 赤 - 『すばる』2023年8月号掲載
- かわいそうに、魂が小さいね - 『文藝』2024年夏季号掲載
- 怪物のまま生きてゆく - 『文藝』2024年冬季号掲載
- アンチの恋 - 『文藝』2025年夏季号掲載

### 絵本
- すたんだっぷ風太くん！（2005年6月 富士見書房）- 写真：イッセイハットリ
- すきなひと（2019年5月 岩崎書店）- 絵：嶽まいこ

### 翻訳

#### 現代語訳
- 池澤夏樹=個人編集 日本文学全集 10 能・狂言/説経節/曾根崎心中/女殺油地獄/菅原伝授手習鑑/義経千本桜/仮名手本忠臣蔵（2016年10月 河出書房新社）「女殺油地獄」
  - 女殺油地獄（2025年2月 河出文庫 古典新訳コレクション） - 「女殺油地獄」単独での文庫化

#### 日本語訳
- おやすみ、ミユキ（2019年11月 岩崎書店）- 文：ロクサンヌ＝マリ・ガリエズ、絵：セング・ソウン・ラタナヴァン

### 翻案
- ポケットマスターピース09 E・A・ポー（2016年6月 集英社文庫ヘリテージシリーズ）「お前が犯人だ！――ある人のエドガーへの告白――」「メルツェルさんのチェス人形――エドガーによる〝物理的からくり〟の考察――」

### エッセイ集

#### 桜庭一樹読書日記
- 少年になり、本を買うのだ。 桜庭一樹読書日記（2007年7月 東京創元社 / 2009年8月 創元ライブラリ）
- 書店はタイムマシーン 桜庭一樹読書日記（2008年9月 東京創元社 / 2010年11月 創元ライブラリ）
- お好みの本、入荷しました 桜庭一樹読書日記（2009年12月 東京創元社 / 2012年3月 創元ライブラリ）
- 本に埋もれて暮らしたい 桜庭一樹読書日記（2011年1月 東京創元社）
- 本のおかわりもう一冊 桜庭一樹読書日記（2012年9月 東京創元社）

#### ノンシリーズ
- 二代目のバカにつける薬（1996年12月 イーハトーヴ出版）- 山田桜丸名義
- 桜庭一樹日記 BLACK AND WHITE（2006年3月 富士見書房）
- 小説という毒を浴びる 桜庭一樹書評集（2019年5月 集英社）
- 桜庭一樹のシネマ桜吹雪（2021年1月 文藝春秋）
- 東京ディストピア日記（2021年4月 河出書房新社）

### ムック
- 桜庭一樹 物語る少女と野獣（2008年7月 角川書店）

### 新書
- 読まれる覚悟（2025年1月 ちくまプリマー新書）

### 漫画原作
- 冒険時空タイムネット（『小学五年生』『小学六年生』1999年4月号 - 2000年2月号連載）- 山田桜丸名義。作画：征矢浩志
- 砂糖菓子の弾丸は撃ちぬけない（『月刊ドラゴンエイジ』2007年2月号 - 2008年2月号連載）- 作画：杉基イクラ
- GOSICK -ゴシック-（『月刊ドラゴンエイジ』2008年1月号 - 2012年5月号連載）- 作画：天乃咲哉
- 青年のための読書クラブ（『FlexComixフレア』2008年5月 - 2014年6月連載）- 作画：タカハシマコ
- GOSICK W（『月刊コンプエース』2011年4月号 - 2012年4月号連載）- 作画：守姫武士
- 荒野の恋（『なかよし』2011年9月号 - 2012年9月号連載）- 作画：タカハシマコ
- 伏 少女とケモノの烈火譚（『月刊ビッグガンガン』2012年Vol.7 - 2014年Vol.4連載）- 作画：hakus

### コンピュータゲームシナリオ
いずれも山田桜丸名義。
- EVE The Lost One（1998年3月 シーズウェア）
- サンリオタイムネット（1998年11月 イマジニア）
- スペースネット コスモレッド・コスモブルー（2001年3月 イマジニア ）
- マーメイドの季節（2001年3月 ゲームビレッジ ）
- ときめきメモリアル Girl's Side（2002年6月 コナミ） - サブシナリオライターの一人

## 映像化作品

### 配信ドラマ
- 少女には向かない職業（2006年5月26日 - 7月28日、全10話、主演：緑友利恵）

### テレビアニメ
- GOSICK -ゴシック-（2011年1月7日 - 7月1日、全24話、監督：難波日登志）

### 映画
- 伏 鉄砲娘の捕物帳（2012年10月20日公開、配給：東京テアトル、監督：宮地昌幸、主演：寿美菜子、原作：伏 贋作・里見八犬伝）
- 赤×ピンク（2014年2月22日公開、配給：KADOKAWA、監督：坂本浩一、主演：芳賀優里亜）
- 私の男（2014年6月14日公開、配給：日活、監督：熊切和嘉、主演：浅野忠信・二階堂ふみ）

## メディア出演
- 王様のブランチ（2008年1月19日、TBS）
- 大竹まこと ゴールデンラジオ（2008年2月4日、文化放送）
- 情熱大陸（2008年2月24日、MBS）
- トップランナー（2008年3月8日、NHK教育）
- 女神の勝負食（2008年5月3日、テレビ朝日）
- カシャッと一句!フォト575（2009年4月6日 - 4月10日、NHK衛星第2）